# 松江省 (中国共産党)
松江省（しょうこう-しょう）は中華民国末期に中国共産党が設置した中国共産党革命根拠地。国民政府が設置した松江省と同時代の行政区画名であるため混同されることもあるが、行政管轄地域が異なる。

## 歴史
松江省は満洲国時代の浜江省を前身とする。1945年（民国34年）の日本の敗戦に伴い満州国が崩壊すると中国共産党は9月に松江省自治政府を組織、省都をハルビン市とした。南京政府も牡丹江市を省都とする松江省を設置したが、既に大部分が共産党の実効支配地となっており、1946年（民国35年）4月14日から25日にかけて賓県にて松江省人民代表大会の開催などを実施、4月28日には南京政府松江省官員を逃亡させている。その後、5月5日には人民会議で選出された松江省民主政府はハルビン市で就任式典を開催している。
1948年（民国37年）、牡丹江省の一部が松江省に編入され1市16県を管轄した。1949年（民国38年）4月21日、東北行政委員会は合江省の廃止と松江省への編入、同時にハルビン市を松江省省轄市に変更し、省北部の仏山県を黒竜江省に移管することを決定した。5月11日に両省は正式に合併し4市、32県を管轄するようになり省都はハルビン市に設置された。1953年7月、ハルビン市が中央直轄市となり省都は再び牡丹江市に移っている。1954年7月には県級の双鴨山鉱区が設置されるなど行政区画の統廃合が実施され、全省は3市、32県、1鉱区を管轄するようになった。
1954年6月19日、松江省の廃止と黒竜江省への統合が決定され、同年8月1日に編入された。

## 行政区画
下部行政区画は下記の通り。
- 牡丹江市
- 佳木斯市
- 興山市
- 阿城県
- 依蘭県
- 延寿県
- 海林県
- 樺川県
- 樺南県
- 鶏西県
- 五常県
- 呼蘭県
- 虎林県
- 集賢県
- 饒河県
- 尚志県
- 双城県
- 通河県
- 湯原県
- 東寧県
- 寧安県
- 巴彦県
- 賓県
- 撫遠県
- 富錦県
- 仏山県
- 方正県
- 宝清県
- 勃利県
- 密山県
- 木蘭県
- 穆棱県
- 蘿北県
- 林口県
- 拉林県
- 双鴨山鉱区